# Firefly (プログラム)
Firefly（旧名称: PC GAMESS）は、GAMESS (US)のソースに基づくインテル互換x86、x86-64プロセッサのための非経験的計算化学プログラムである。しかしながら、Fireflyのソースコードの約60-70%、特にプラットフォーム特異的な部分（メモリ割り当て、ディスク入出力、ネットワーク）や数学関数（例えば行列演算）、量子化学的手法（ハートリー＝フォック法、メラー＝プレセット法、密度汎関数理論）は大幅に書き換えられている。ゆえに、Fireflyの計算速度はオリジナルのGAMESSよりも著しく速い。Fireflyの中心的な管理者はAlex Granovskyである。2008年10月から、このプロジェクトはGAMESS (US)とはもはや関係がなく、Fireflyという名称が作られた。2009年10月17日まで、どちらの名称も使うことができたが、それ以後はFireflyという単独の名称で呼ばれなければならない。
2009年12月4日現在で、最初のPC GAMESS/Firefly version 7.1.Cより前のPC GAMESSのバージョンに対するサポートは終了している（そしてコードを使用するために全てのライセンスが無効となっている）。ゆえに、サポート期間が終了したPC GAMESSバイナリ（version 7.1.B以前）のユーザーは、PC GAMESSの使用を中止し、Fireflyにアップグレードする必要がある。